# Basiliche in Portogallo
Elenco delle basiliche presenti in Portogallo, in ordine alfabetico delle località
- Braga:
  - Cattedrale di Santa Maria (Decreto del 20.03.1905)
  - Santuario del Bom Jesus do Monte (Decreto del 19.04.2015)
  - Santuario della Madonna di Sameiro (Decreto del 04.11.1964)
- Évora:	
  - Cattedrale di Santa Maria Assunta (Decreto del 23.10.1929)
- Fátima:	
  - Basílica de Nossa Senhora do Rosário (Decreto del 12.11.1954)
  - Basilica della Santissima Trinità (Decreto del 19.06.2012)
- Guimarães:	
  - Basilica di San Pietro (Guimarães)(Decreto del 1751)
- Lisbona:
  - Basilica Reale e Santo Convento del Cuore di Gesù (Decreto del …..)
  - Basilica della Madonna dei Martiri (Decreto del …..)
- Mafra:	
  - Basilica di Nostra Signora e di Sant'Antonio (Decreto del …..)
- Outeiro (Bragança):	
  - Basílica de Santo Cristo de Outeiro (Decreto del 12.06.2014)
- Terras de Bouro:	
  - Basílica de São Bento da Porta Aberta (Decreto del 21.03.2015)